# فیتویل (تگزاس)
فیتویل، تگزاس (به انگلیسی: Fayetteville, Texas) یک شهر در ایالات متحده آمریکا با جمعیت ۲۶۱ نفر است که در تگزاس واقع شده‌است.

## موقعیت جغرافیایی
موقعیت جغرافیایی شهرها و مناطق اطراف به شرح زیر است: